# Sakarya Büyükşehir Belediyesi S.K.
Sakarya Büyükşehir Belediyesi est un club turc de basket-ball, basé dans la province de Sakarya en Turquie. Le club évolue en TBL, soit deuxième niveau du championnat de Turquie.

## Historique
Crée en 2013 et après quatre saisons en deuxième division turque, le club de la province de Sakarya accède en 1er division après avoir fini à la première place de la seconde division en 2016-2017. Le club est Champion de Turquie de 2e division après avoir battu Eskişehir Basket 99 à 88.
En décembre 2018, Selçuk Ernak, l'entraîneur qui avait obtenu la promotion de Sakarya et le titre de champion de seconde division lors de la saison 2017-2018, rejoint Darüşşafaka.
À l'issue de la saison 2018-2019, Sakarya finit à la dernière place de la Süper Ligi et redescend en deuxième division.

## Palmarès
- Champion de Turquie 2e division : 2017

## Joueurs célèbres ou marquants
- Kerem Gönlüm
- C. J. Harris
- Frank Hassell
- Terry Smith
- Darius Washington
- Trévon Hughes